# Stubben (Beverstedt)

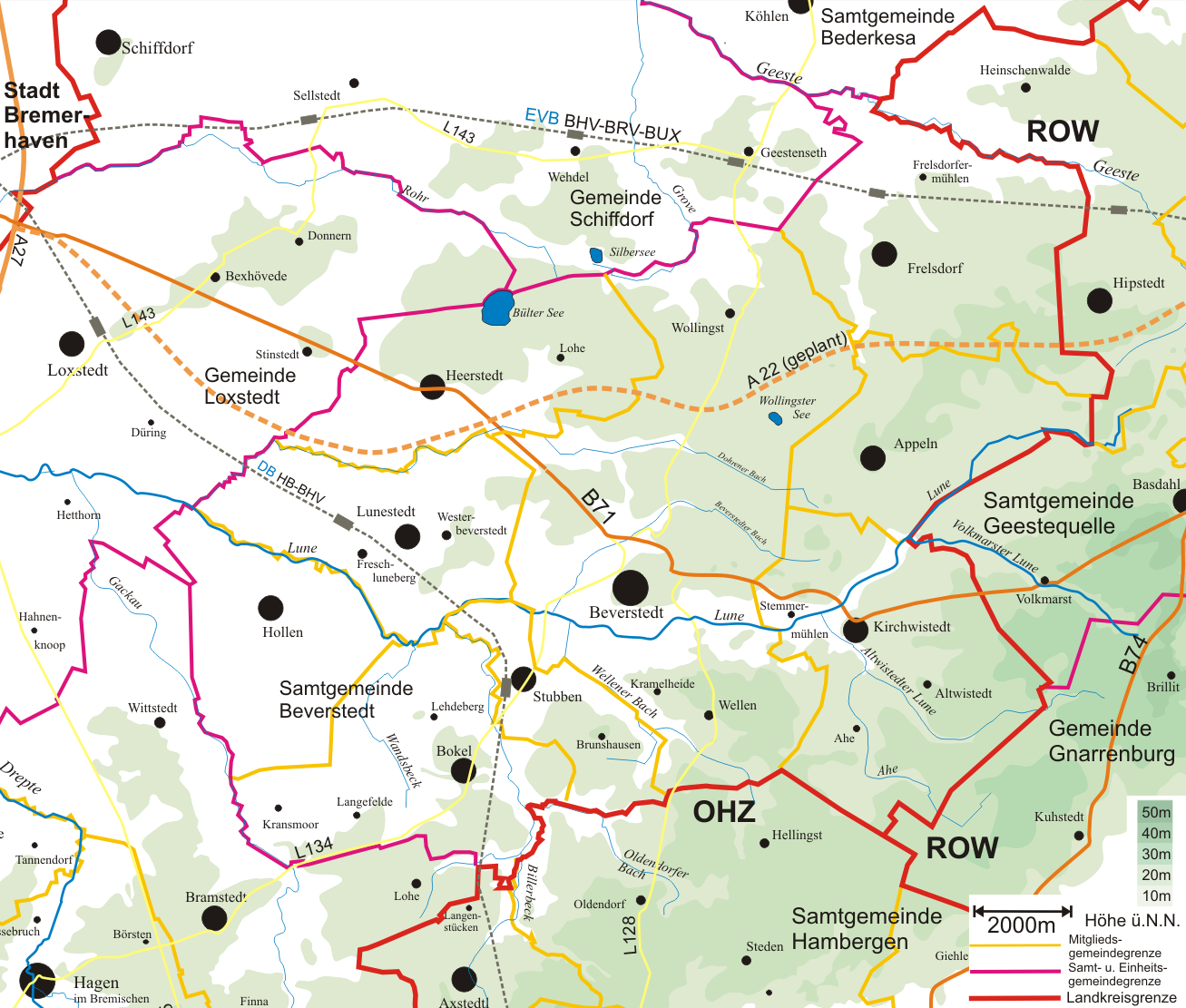
Ortschaften der Gemeinde Beverstedt

Stubben ( Stubben) ist eine Ortschaft in der Einheitsgemeinde Beverstedt im Süden des niedersächsischen Landkreises Cuxhaven.

## Geografie

### Ortsgliederung
Stubben gliedert sich in folgende Ortsteile:
- Brunshausen
- Elfershude
- Kernort Stubben (bis 1927 Adelstedt)

### Nachbarorte
| Lunestedt |                                             | Ortschaft Beverstedt |
| Bokel     | Kompassrose, die auf Nachbargemeinden zeigt | Wellen               |
|           | Holste (Landkreis Osterholz)                |                      |

(Quelle:)

## Geschichte
Archäologische Funde belegen, dass schon 10.000 Jahre v. Chr. Rentierjäger in dieser Gegend gelebt haben. Großsteingräber und Funde aus der jüngeren Steinzeit weisen auf eine fortlaufende Besiedelung hin.
Als die Bahnstrecke Bremen–Bremerhaven gebaut und dort ein Bahnhof errichtet wurde, siedelten sich in unmittelbarer Nähe die Pendler an, die in den Städten ihre Arbeit verrichteten. Die Einzelgemeinden Adelstedt, Brunshausen und Elfershude entstanden in Bahnhofsnähe. Der Erbhof Plein (auch Stubben genannt), der bis 1926 zum Nachbarort Bokel gehörte, wurde im selben Jahr nach Adelstedt umgemeindet. 1927 wurde Adelstedt in Stubben umbenannt. 1929 wurde Brunshausen, Elfershude und Stubben zur neuen Gemeinde Stubben vereinigt.
Durch die Bahnstation entwickelte sich Stubben zu einem bedeutenden Umschlagsort für Vieh, Holz, Dünger und landwirtschaftliche Produkte. In der Nähe der Bahnstation siedelte sich 1904 eine Molkerei an. An dieser Stelle der einstigen Molkerei Mäder steht heute eine Betonsteinfabrik.
Im April 1945 wurden Tausende von KZ-Häftlingen des KZ Neuengamme bei der Evakuierung des Außenlagers Farge auf einem Todesmarsch in Richtung Bremervörde durch den Ort getrieben.

### Ortsname
Der Name Stubben bedeutet im Niederdeutschen Baumstumpf. Das frühere Waldgebiet wurde Rehloge genannt, nach Reh und Loge, einem alten Wort für Wald. Für die Besiedelung wurden die Bäume gerodet und nach den Baumstubben erhielt der Ort seinen Namen.

### Eingemeindungen
In den 1960er Jahren scheiterte der Versuch Stubben und die Nachbargemeinde Bokel zu einer politischen Gemeinde zusammenzuschließen. 1971 wurde Stubben eine der neun Mitgliedsgemeinden der Samtgemeinde Beverstedt.
Am 1. November 2011 wurde das zuvor selbständige Stubben eine Ortschaft in der Einheitsgemeinde Beverstedt.

### Einwohnerentwicklung
| Jahr | Einwohner | Quelle |
| ---- | --------- | ------ |
| 1910 | 0383 ¹    | [ 6 ]  |
| 1933 | 613       | [ 7 ]  |
| 1939 | 648       | [ 7 ]  |
| 1950 | 11960     | [ 8 ]  |
| 1956 | 13030     | [ 8 ]  |
| 1973 | 12590     | [ 9 ]  |
| 1975 | 1241 ²    | [ 10 ] |
| 1980 | 1252 ²    | [ 11 ] |

| Jahr | Einwohner | Quelle |
| ---- | --------- | ------ |
| 1985 | 1250 ²    | [ 11 ] |
| 1990 | 1270 ²    | [ 11 ] |
| 1995 | 1422 ²    | [ 11 ] |
| 2000 | 1522 ²    | [ 11 ] |
| 2005 | 1521 ²    | [ 11 ] |
| 2010 | 1537 ²    | [ 11 ] |
| 2016 | 14690     | [ 12 ] |
| 2021 | 15190     | [ 1 ]  |

¹ bestehend aus den 1929 verschmolzenen Orten Stubben (bis 1927 Adelstedt; = 279 Einw.), Brunshausen (= 55 Einw.) und Elfershude (= 49 Einw.)

² jeweils zum 31. Dezember
|  |

## Religion
Etwa 60 % der Stubbener Bevölkerung sind Mitglieder der Evangelisch-lutherischen Kirchengemeinde Beverstedt.
Von 1947 bis 2012 bestand die von Vertriebenen gegründete Sankt-Johannes-Gemeinde. Sie gehörte zur Selbständigen Evangelisch-Lutherischen Kirche und bildet mit der Sankt-Andreas-Gemeinde in Bremerhaven einen Pfarrbezirk. Ihre Wurzeln lagen in der Evangelisch-Lutherischen Bekenntniskirche. Ihre Kirche wurde 1956 geweiht und 2012 entwidmet.

## Politik

### Gemeinderat und Bürgermeister
Auf kommunaler Ebene wird die Ortschaft Stubben vom Beverstedter Gemeinderat vertreten.

### Ortsvorsteher
Der Ortsvorsteher von Stubben ist Gerhard Tienken (SPD). Die Amtszeit läuft von 2021 bis 2026.

### Wappen
Der Entwurf des Kommunalwappens von Stubben stammt von dem Heraldiker und Wappenmaler Albert de Badrihaye, der zahlreiche Wappen im Landkreis Cuxhaven erschaffen hat.

## Kultur und Sehenswürdigkeiten

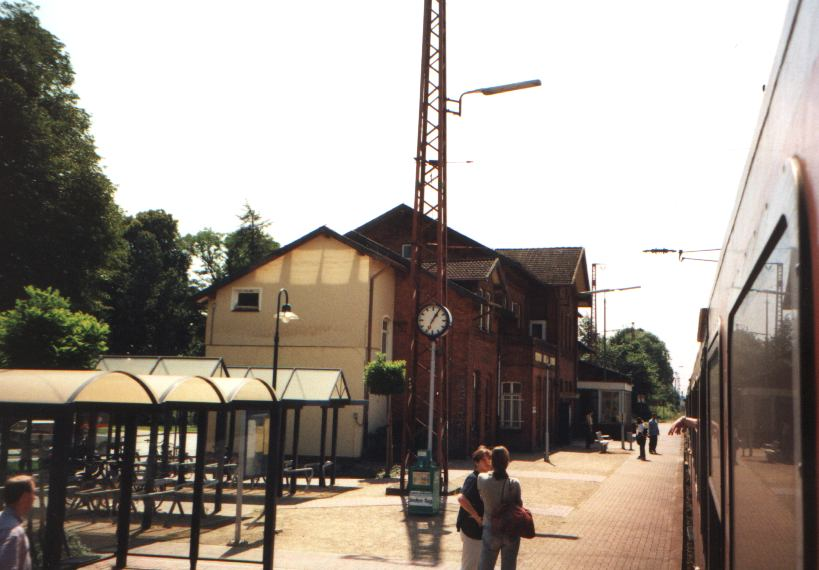
Bahnhof in Stubben

### Bauwerke
- Großsteingräber bei Stubben
- Bahnhof

### Vereine und Verbände
- Bürgerverein Dorfzentrum Stubben e. V.
- JSG Bokel/Langenfelde/Stubben
- Rassegeflügelzuchtverein von 1968 Hagen und Umgebung e. V. Paul Wicknig

## Wirtschaft und Infrastruktur

### Öffentliche Einrichtungen
Zu den öffentlichen Einrichtungen zählen Sportstätten mit Turnhalle, Fußball-, Beachvolleyball- und Tennisplatz sowie die Freiwillige Feuerwehr Stubben.

### Bildung
Die Schulkinder der ersten vier Schuljahre gehen zur 2 km entfernten Grundschule nach Bokel. Im 4 km entfernten Flecken Beverstedt finden sich die weiterführenden Schulen (Realschule und das private Gymnasium „Waldschule“). Zurzeit wird schrittweise eine Ganztagsschule angestrebt.
Im früheren Schulgebäude betrieb die Gemeinde zunächst einen Kindergarten. 2011 wurde ein neuer Kindergarten gebaut und das Gebäude wurde das Dorfgemeinschaftshaus.

### Verkehr
Heute stellt die Bahnstrecke Bremen–Bremerhaven für Stubben den wichtigsten Teil des überörtlichen öffentlichen Personennahverkehrs dar. Im Stundentakt bestehen mit der Linie RS2 der Regio-S-Bahn Bremen/Niedersachsen, die von der NordWestBahn GmbH betrieben wird, Verbindungen nach Bremen und Bremerhaven.
| Linie | Verlauf | Takt                                                                |
| ----- | --- | ------------------------------------------------------------------- |
| RS 2  | Bremerhaven-Lehe – Bremerhaven Hbf – Bremerhaven-Wulsdorf – Loxstedt – Lunestedt – Stubben – Lübberstedt – Oldenbüttel – Osterholz-Scharmbeck – Ritterhude – Bremen-Burg – Bremen Hbf – Bremen-Hemelingen – Dreye – Kirchweyhe – Barrien – Syke – Bramstedt (b Syke) – Bassum – Twistringen Stand: Fahrplanwechsel Dezember 2023 | 60 min 30 min (Bremen Hbf–Bremerhaven-Lehe in der HVZ-Lastrichtung) |

Zusätzlich verfügt der Ort über ein Anruf-Sammeltaxi-System, welches den ÖPNV täglich und in den Schulferien ergänzt. Zusammen mit der durch den Ort führenden Landesstraße 134, die Beverstedt mit Hagen und der Bundesautobahn 27 verbindet, ergeben sich für den Ort günstige Verkehrsverbindungen. Sie haben zu den starken Siedlungstätigkeiten beigetragen, und es wurden nach und nach die Gebiete zwischen Stubben und Elfershude (das Ohfeld und das lange Moor) als Bebauungsgebiete erschlossen.

## Persönlichkeiten

### Söhne und Töchter des Ortes
- Martin Börsmann (1851–1903), Sammler niederdeutscher Literatur, Schriftmaler und Graphiker sowie Schriftsteller, nach ihm wurde die örtliche Martin-Börsmann-Straße benannt, geboren im Ortsteil Elfershude
- Emil Memmen (1905–1998), Kapitän und Regierungsdirektor, geboren im Ortsteil Adelstedt

### Personen, die mit dem Ort in Verbindung stehen
- Wilhelm Lührs (1885–1974), Landwirt und Politiker (DNVP, NSDAP), in Stubben verstorben
- Heinrich Hünecke (1891–1971), Sportlehrer, Sportfunktionär und Verwaltungsbeamter, er war der erste Präsident des Landessportbundes Niedersachsen und Gründungsvizepräsident des Deutschen Sportbundes, war Volksschullehrer im Ortsteil Adelstedt